# تاکاکو ایریه
تاکاکو ایریه (انگلیسی: Takako Irie؛ ۷ فوریهٔ ۱۹۱۱ – ۱۲ ژانویهٔ ۱۹۹۵) یک هنرپیشه اهل ژاپن بود.